# Kościół św. Mikołaja w Młodojewie
Kościół świętego Mikołaja w Młodojewie – rzymskokatolicki kościół parafialny należący do parafii pod tym samym wezwaniem (dekanat słupecki archidiecezji gnieźnieńskiej).

## Historia i architektura
Obecny kościół, wzniesiony na miejscu wcześniejszego, powstał w 1780 roku. Blisko sto lat później został rozbudowany: od zachodu została wydłużona nawa, dobudowane zostały: murowany przedsionek oraz zakrystia, w latach 1870-1880 została zbudowana murowana z cegły, dwukondygnacyjna brama-dzwonnica zwieńczona trójkątnym szczytem z dwoma sterczynami. W drugiej kondygnacji, w ostrołukowych arkadowych prześwitach są zawieszone dwa dzwony odlane w 2. połowie XX wieku. Budowla jest drewniana, zbudowano ją w konstrukcji szkieletowo-zrębowej, wzniesiona została planie prostokąta, prezbiterium kościoła jest mniejsze w stosunku do nawy, zamknięte jest trójbocznie, z boku są umieszczone zakrystia oraz dwie kruchty. Na pokrytym blachą dachu jest usytuowana czworokątna wieżyczka na sygnaturkę zwieńczona blaszanym dachem hełmowym z latarnią i krzyżem. W jednonawowym wnętrzu znajdują się późnobarokowy ołtarz główny ozdobiony rzeźbami św. Michała i św. Stanisława Biskupa a także dwa boczne ołtarze powstałe w połowie XIX wieku, ozdobione obrazami z 1841 roku. Najcenniejszym zabytkiem kościoła jest późnorenesansowy, malowany na drewnie tryptyk z lat 1581-1582. W jego centralnej części pokazana jest scena Ukrzyżowania, w kwaterach skrzydeł są przedstawione sceny Męki Pańskiej, w predelli (czyli podstawie ołtarza) widoczna jest chusta św. Weroniki, natomiast w półkolistym zwieńczeniu pokazany jest Chrystus pocieszający niewiasty. Na belce tęczowej oddzielającej prezbiterium od nawy jest umieszczony XVI-wieczny krucyfiks, cenne są również: późnogotycka rzeźba Chrystusa Frasobliwego wykonana na początku XVI wieku oraz rzeźba Matki Bożej.

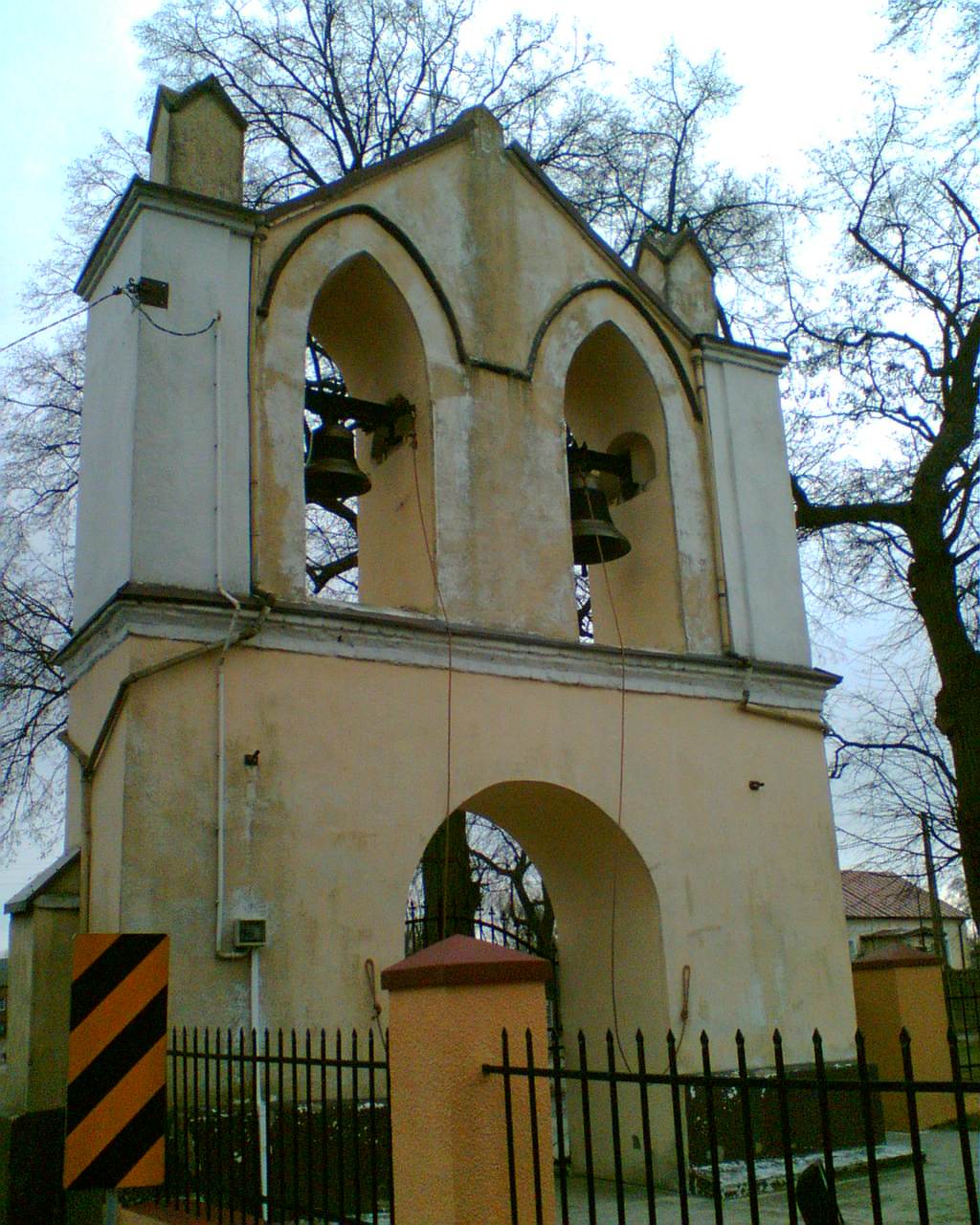
Dzwonnica

Na pobliskim cmentarzu spoczywają dwaj bracia Romańczukowie oraz Feliks Kwiatkowski - posądzeni przez hitlerowców o przynależność do ruchu oporu, zostali następnie rozstrzelani, kolejno, w 1942 r. i 1943 roku.